# Království (seriál, 2013)
Království (v anglickém originále Reign) je americký dramatický televizní seriál, jehož autorkami jsou Laurie McCarthy a Stephanie SenGupta. Premiérově byl vysílán v letech 2013–2017 na stanici The CW. Celkově bylo natočeno 78 dílů ve čtyřech řadách.
Seriál se zaměřuje na mládí skotské královny Marie Stuartovny a jejího budoucího manžela Františka II. Odehrává se ve Francii, první řada začíná v roce 1557.

## Příběh
První díl celého seriálu uvádí Marii Stuartovnu jako mladou dívku a zároveň skotskou královnu, vychovávanou v klášteře, aby byla pod ochranou do doby, kdy bude dost stará a zralá ke svatbě s následníkem francouzského trůnu. Je odloučena od všech známých a po pokusu o její vraždu je poslána do Francie, kde se má vdát za budoucího krále Františka II., se kterým se setkala naposledy ve věku 6 let. Po celou první řadu se potýká s místní politikou, vzrůstajícími city vůči Františkovi, i se svojí sokyní Kateřinou Medicejskou, Františkovou matkou, která v pozadí „tahá za nitky“, aby ochránila život svého syna. Marie je ve Francii nucena se neustále dožadovat vojenské síly na pomoc Skotska, které drží v šachu Anglie a její protestanti, a také čekat na svůj sňatek, který se králi přestává líbit, jelikož by Francie mohla hodně ztratit. Marie je neustále v nebezpečí, protože hrad skrývá víc tajemství, než si kdo myslí. Několik lidí by mělo neskonalou chuť připravit skotskou královnu a pozdější provdanou ženu a novou dauphinku o život.
Druhá řada začíná smrtí šíleného krále Jindřicha II., kterého zabil sám František poté, co se jeho otec údajně zbláznil a při „hře na bitvu“ nechal potopit celou jednu loď s více než 50 lidmi. Pod identitou hraběte Montgomeryho ho při rytířském turnaji smrtelně zraní. Jindřich se také v posledních dnech života snažil o zabití svého prvorozeného syna, aby si mohl vzít jeho manželku Marii. Krátce po Jindřichově smrti se vše může zdát idylické, ale jen do doby, než se ve Francii rozšíří mor a na povrch vyplují spory mezi protestanty a katolíky. Marie otěhotní, ale vzápětí o dítě přijde a začne se od Františka později odcizovat, za což částečně může její neúspěch, ale také fakt, že byla pošpiněna francouzskými nekatolíky a vzbouřenci, kteří vtrhli do hradu. Naopak lady Lola, jedna ze skotských dvorních dam Marie, porodí Františkovi dítě, jež bylo počato jedné noci, které oba litují. František o potomkovi nevěděl, jelikož Lola nechtěla zničit jeho manželství a také chtěla znovu žít normálně. Všechno však vypluje na povrch a nakonec se Marie a František dohodnou, že Lolina syna oficiálně prohlásí za následníka trůnu. Marie stále překonává strach, který vznikl po jejím znásilnění, ale potom se odcizí od všech přátel a pomocnou ruku jí nabídne až princ z rodu Bourbonů, Ludvík I. de Condé, do kterého se zamiluje. Ten je ale protestant a František jej nechá pronásledovat a zajmout. Při jeho zajmutí jej ale osvobodí lidé anglické královny Alžběty I., která Ludvíkovi slíbí, že si jej vezme, pokud získá francouzský trůn. Marie a František si k sobě znovu najdou cestu, neboť se král snaží před svými nejbližšími skrýt strašné tajemství.
Ve třetí řadě se naplňuje proroctví o Františkově smrti, kterou přivodí sňatek s Marií. Františkovi se znovu dostává do ucha infekce a počítá se s nejhorším. Jeho bratr Karel se vrátí ze Španělska, aby byl s bratrem v jeho posledních chvílích a aby se připravil na svou pozici nastávajícího francouzského krále. Role dauphina mu však radost vůbec nedělá. František se nepřestává snažit s Marií zplodit dítě, ale nakonec odejde na věčnost a Mariin život se zhroutí. Uvažuje se o jejím sňatku, ať už s Karlem nebo někým jiným, avšak silným, jelikož Skotsko potřebuje pomoc jako nikdy dřív. Na anglickém trůnu sedí po smrti Marie Tudorovny její sestra, rusovlasá ďáblice Alžběta I., které svou pomoc nabídla uražená Kateřina Medicejská. Marie získává silné sokyně, se kterými bude muset bojovat nejenom o Skotsko, ale i o Francii, své bezpečí a život. Začíná se psát jedna z posledních kapitol života Marie Stuartovny.
Kromě osudu Marie seriál sleduje i osudy jejích skotských dvorních dam: Kenny, Ayleen, Loly a Greer. Kenna se stane milenkou Jindřicha II., později si vezme Františkova nevlastního bratra Sebastiana, se kterým ale po čase přestane být šťastná a hledá lásku někde mimo manželské lože. Lola porodí syna Františkovi a postupně si nachází cestu k lordu Narcissovi. Greer si bude chtít vzít bohatého obchodníka, ten je ale protestant a ze země musí utéct. Ayleen se naplní proroctví a už se nesetká s rodinou, jelikož umírá. Seriál sleduje i politickou scénu, vyostřující se vztah Skotska a Anglie, kdy proti sobě stojí katolíci a protestanti.

## Obsazení
| Adelaide Kane      | královna Marie Stuartovna (v originále Mary, Queen of Scots)                    |
| Megan Follows      | Kateřina Medicejská (v originále Catherine de' Medici)                          |
| Torrance Coombs    | Sebastian de Poitiers (1.–3. řada)                                              |
| Toby Regbo         | král František II. (v originále Francis II; 1.–3. řada, jako host ve 4. řadě)   |
| Jenessa Grant      | Aylee (1. řada)                                                                 |
| Celina Sinden      | Greer                                                                           |
| Caitlin Stasey     | Kenna (1.–2. řada)                                                              |
| Anna Popplewell    | Lola (1.–3. řada)                                                               |
| Alan van Sprang    | král Jindřich II. (v originále Henry II; 1. řada, jako host ve 2. řadě)         |
| Jonathan Keltz     | Leith Bayard (2.–4. řada, jako host v 1. řadě)                                  |
| Sean Teale         | Ludvík I. de Condé (v originále Louis, Prince of Condé; 2. řada)                |
| Craig Parker       | Stéphane Narcisse (2.–4. řada)                                                  |
| Rose Williams      | Claude (2.–4. řada)                                                             |
| Rachel Skarsten    | královna Alžběta I. (v originále Elizabeth I; 3.–4. řada, jako host ve 2. řadě) |
| Charlie Carrick    | Robert Dudley (3. řada)                                                         |
| Ben Geurens        | Gideon Blackburn (3.–4. řada)                                                   |
| Dan Jeannotte      | James Stewart (4. řada, jako host ve 3. řadě)                                   |
| Jonathan Goad      | John Knox (4. řada, jako host ve 3. řadě)                                       |
| Spencer MacPherson | král Karel IX. (v originále Charles IX; 4. řada, jako host ve 3. řadě)          |
| Will Kemp          | Darnley (4. řada)                                                               |

## Vysílání
| Řada | Díly | Premiéra v USA | Premiéra v USA  | Premiéra v ČR      | Premiéra v ČR     |
| Řada | Díly | První díl      | Poslední díl    | První díl          | Poslední díl      |
| ---- | ---- | -------------- | --------------- | ------------------ | ----------------- |
| 1    | 22   | 17. října 2013 | 15. května 2014 | 7. října 2014      | 16. prosince 2014 |
| 2    | 22   | 2. října 2014  | 14. května 2015 | 25. srpna 2015     | 8. října 2015     |
| 3    | 18   | 9. října 2015  | 20. června 2016 | 6. července 2016   | 16. srpna 2016    |
| 4    | 16   | 10. února 2017 | 16. června 2017 | 18. listopadu 2017 | 23. prosince 2017 |

V Česku seriál premiérově vysílaly stanice AXN White (1. a 4. řada) a Nova Cinema (2. a 3. řada).